# Quintus Fabius Vibulanus
Quintus Fabius Vibulanus was een Romeins generaal en politicus, die in 467, 465 en 459 v.Chr. consul van de Romeinse Republiek was.
Fabius Vibulanus was lid van de patricische gens Fabia. Zijn vader Marcus Fabius Vibulanus was in 483 en 481 v. Chr. consul en zijn zoon Quintus Fabius Vibulanus Ambustus was in 423 en 412 v.Chr. consul. Hij was het enige mannelijke lid van de Fabii dat de Slag aan de Cremera in 477 v.Chr. overleefde.
In 467 v.Chr. werd hij voor het eerst tot consul verkozen, samen met Tiberius Aemilius Mamercus. Hij wist een langdurig conflict over landbezit tussen de patriciërs en plebejers op te lossen door in de recentelijk veroverde gebieden van Antium een nieuwe kolonie te stichten, waar de plebejers land voor boerderijen konden krijgen.
In 465 v.Chr. werd hij opnieuw tot consul verkozen, samen met Titus Quinctius Capitolinus Barbatus. De Aequi plunderden dat jaar ondanks een verdrag opnieuw Romeinse gebieden. Fabius werd naar hen toe gestuurd om opheldering te vragen. Aldaar kreeg hij al snel door dat men zich op een nieuwe oorlog voorbereidde. Terug in Rome rapporteerde hij dit aan de senaat, die besloot de fetiales te sturen om de Aequi de oorlog te verklaren als ze niet zouden inbinden. De Aequi kozen voor oorlog, waarop medeconsul Quinctius met een kleine legermacht naar de grens trok.
Terwijl Quinctius de grens bewaakte raakten de legers van Fabius en de Aequi met elkaar slaags. Fabius won de slag, waarop de Aequi zich terugtrokken, maar nog steeds plundertochten in Romeins gebied uitvoerden. Quinctius keerde kort terug naar Rome en benoemde Quintus Servilius Priscus, zijn medeconsul in 468 v.Chr., tot praefectus urbi, waarmee deze het gezag over de stad Rome kreeg bij afwezigheid van de consuls. Fabius wist op een nacht de Aequi te onderscheppen nadat ze terugkeerden van een plundertocht. Ze werden verslagen, sloegen op de vlucht en trokken zich terug in oppidum Algidum, waar ze moesten toezien hoe de Romeinen hun graan van het veld haalden en hun vee meenamen. Terug in Rome vierden de consuls het lustrum na het afnemen van de census; de stad telde nu 104.714 burgers, wezen en weduwen niet meegeteld.
In 459 v.Chr. werd hij voor de derde keer consul, samen met Lucius Cornelius Maluginensis Uritinus. De Aequi en Volsken waren opnieuw op oorlogspad en namen Antium in. Fabius werd met een leger naar Antium gestuurd terwijl zijn medeconsul Cornelius in Rome achterbleef om de stad tegen eventuele aanvallen te beschermen. Fabius' leger bestond voor twee derde uit Hernici en Latijnen en voor een derde uit Romeinse burgers. Bij het vijandelijke kamp aangekomen bleken de Aequi nog niet te zijn gearriveerd. Fabius deelde zijn leger in drieën en viel het kamp van de Volsken van drie kanten aan. Deze sloegen al snel op de vlucht en velen werden door de Romeinse cavalerie gedood voordat ze de bossen bereikten.
Intussen hadden de Aequi in een verrassingsaanval Tusculum ingenomen. Fabius trok met zijn leger naar deze stad, waar hij het kamp van de Aequi omsingelde. Een deel van zijn strijdkrachten belegerde samen met de Tusculanen de stad. Na een maandenlange belegering werden de Aequi verslagen. Fabius doodde bij Algidus mons alle Aequi die uit de stad waren gevlucht. Daarna viel hij met zijn medeconsul de landen van de Volsken en Aequi binnen en richtte hier grote verwoestingen aan.
In 450 v.Chr. was hij een van de 10 decemviri die de Twaalftafelenwet uitvaardigde.